# Panicum racemosum
Espèce
Panicum racemosum est une espèce de plantes monocotylédones de la famille des Poaceae, sous-famille des Panicoideae , originaire d'Australie et d'Amérique du Sud.
Ce sont des plantes herbacées vivaces, rhizomateuses, aux rhizomes allongés et aux tiges (chaumes) dressées pouvant atteindre 45 à 55 cm de haut. L'inflorescence est une panicule.
C'est une espèce psammophyte qui se rencontre notamment dans les dunes littorales su Brésil, de l'Uruguay et de l'Argentine. Ses rhizomes vigoureux et très ramifiés lui permettent de se propager facilement dans le sable et ses tiges à croissance rapide peuvent se développer jusqu'à 2 à 3 mètres de long dans la masse de sable. L'espèce est considérée comme une bonne fixatrice de dunes.

## Synonymes
Catalogue of Life (3 décembre 2017) :
- Eriolytrum junceum Desv. ex Kunth
- Monachne racemosa P.Beauv.
- Panicum montevidense (Spreng.) Döll
- Panicum reptans (Lam.) Kunth, nom. illeg.
- Saccharum reptans Lam.
- Talasium montevidense Spreng.